# William Tackaert
William (Willy) Tackaert, né le 9 août 1956 à Zele, est un coureur cycliste belge.

## Palmarès

### Palmarès amateur
- 1976
  - Southport Grand Prix Criterium
- 1978
  - Circuit de Flandre zélandaise
  - Tour of the Cotswolds
  - 2e de Bruxelles-Opwijk
  - 3e du Circuit Het Volk amateurs

### Palmarès professionnel
- 1979
  - 1re étape des Trois Jours de La Panne
  - 2e de la Nokere Koerse
- 1980
  - 2ea étape de l'Étoile des Espoirs
  - 2e du Circuit Mandel-Lys-Escaut
  - 8e de Paris-Roubaix
- 1981
  - 3ea étape du Critérium du Dauphiné libéré
  - 2e du Grand Prix de clôture
  - 3e du Stadsprijs Geraardsbergen
- 1982
  - Liedekerkse Pijl
  - Nokere Koerse
  - 2e du Grand Prix Betekom
  - 3e du Omloop van de Westkust
- 1983
  - Grand Prix E3
  - Circuit Mandel-Lys-Escaut
  - 2e du Grand Prix de Denain
  - 3e des Quatre Jours de Dunkerque
- 1984
  - Circuit des Ardennes flamandes - Ichtegem
  - 1re étape du Tour de Luxembourg
  - 2e de la Flèche hesbignonne
  - 2e du Tour de Luxembourg
  - 2e du Circuit du Pays de Waes
  - 2e de la Flèche wallonne
  - 3e de la Course des raisins
  - 3e du Grand Prix Pino Cerami
- 1985
  - Kuurne-Bruxelles-Kuurne
  - Circuit du Pays de Waes
  - 4e étape du Herald Sun Tour
  - 1rea étape des Trois Jours de La Panne
  - Ruddervoorde Koerse
  - 2e du Tour de Luxembourg
  - 2e de Binche-Tournai-Binche
  - 2e de Bruxelles-Ingooigem
  - 2e du Circuit des frontières
  - 2e du Circuit Escaut-Durme
  - 3e du Herald Sun Tour
  - 3e du Circuit de la vallée de la Lys
  - 5e de Gand-Wevelgem
- 1986
  - 2e du Circuit du Brabant occidental
  - 2e du Tour de la Haute-Sambre
  - 3e du Grand Prix de Fayt-le-Franc

## Résultats sur les grands tours

### Tour de France
5 participations
- 1979 : abandon (16e étape)
- 1980 : 82e
- 1981 : 93e
- 1982 : abandon (19e étape)
- 1983 : abandon (3e étape)